# Елена Неманич Шубич
 Тази статия е за дъщерята на крал Стефан Дечански.  За хърватската аристократка, сестра на съпруга ѝ, вижте Елена Шубич.  
Елена Неманич Шубич (на сръбски: Јелена Немањић Шубић; както и само Јелена Немањић или Јелена Шубић) e дъщеря на Стефан Дечански и полусестра на крал и цар Стефан Душан.
Елена е в династичен брак с хърватския магнат Младен III Шубич, представител на рода Шубичи и княз на Брибир. Семейните владения на фамилията Шубичи включвали градовете-крепости Клис, Омиш и Скрадин в днешната Шибенишко-книнска жупания.
През 1345 г. е изграден манастирът Кърка, чийто ктитор е принцеса Елена, на сръбски и хърватски – Йелена.